# シュナイダー ヴァイセ

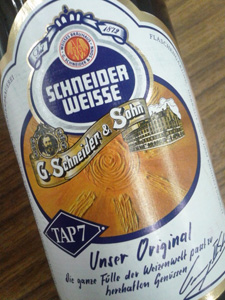
シュナイダーヴァイセラベル

シュナイダーヴァイセまたはシュナイダーヴァイス（SCHNEIDER WEISSE ）はドイツ南部に位置するバイエルン地方産の小麦を使った白ビール。G. Schneider & Sohn GmbHが醸造するブランド名。

## 概要・歴史
G. Schneider & Sohn GmbHは1872年に創業された。当時王室のビール職人だった Georg. Schneider（ゲオルク.シュナイダー）I世が王室ビールの白ビールの撤退を機に、王室の専売特許であった小麦ビールの醸造権を購入し、自分達で創業する。
社名も G. Schneider & Sohn 「ゲオルク・シュナイダーとその息子」と言う名前であり、2000年にオーナーとなった6代目まで全員 Georg. Schneiderである。創業期にはミュンヘンの中心部タール通りに醸造所を持つ。現在その場所では、直営店ヴァイセスブロイハウスというビアレストランを経営している。醸造所は第二次世界大戦後、ミュンヘン北部のケルハイムに移転する。
シュナイダーヴァイセは創業時の味を代々守り続けてきた。長い間、醸造所では、シュナイダーヴァイセと、アルコールの強いアヴァンティヌスのみ醸造してきた。1990年代半ばから6代目は様々な新商品を発売する。そこで、代々引き継がれたの歴史ある商品に関しては商品名にUnser（私達の）を付け、6代目からの商品にはMein（私の）という言葉を付けているのが特徴的。
商品のラインアップはTAP1〜TAP7と樽につなぐ注ぎ口「TAPタップ」になぞらえてつけられる。
しかし凍らせアルコール濃度を高めたアイスボックだけはTAPが付かない。
また、限定商品としてTAPXもあり、非定番で限られた本数しか作っていない。
2011年から2012年がネルソンソーヴィン（ホップ種）と2013年はゾマーヴァイセ（夏白）を発売しているが日本には数百本しか入ってきていないレアビールある。
現在日本では昭和貿易株式会社が輸入元として販売している。

## 商品ラインナップ
- TAP1 Meine helle Weisse
- TAP2 Mein Kristall
- TAP3 Mein Alkoholfreies
- TAP4 Mein  Festweisse
- TAP5 Meine Hopfenweisse
- TAP6 Mein Aventinus
- TAP7 Mein Original
- TAP11 Meine leichte Weisse
- Aventinus Eisbock
- TAP X Mein Nelson Sauvin (2012)
- TAP X Meine Sommer weisse (2013)
- TAP X Meine Porter Weisse (2014)
- TAP X Meine Aventinus Barrique (2014)
- TAP X Mathilda Soleil (2015)
- TAP X Marie's Rendezvous (2016)
- TAP X Nelson Sauvin (2017)